# Gary von Waaden
Gary von Waaden (* 1961 in San José) ist ein ehemaliger US-amerikanisch/deutscher Basketballspieler. Der 2,10 Meter große Innenspieler spielte für Bamberg, Charlottenburg und Ulm in der Basketball-Bundesliga.

## Laufbahn
Von Waaden spielte Basketball an der University of Portland und schlug anschließend eine Profikarriere ein. Ab 1984 und bis 1987 spielte er für den FC Bamberg in der Basketball-Bundesliga, von 1987 bis 1989 verstärkte er den Ligakonkurrenten DTV Charlottenburg in Berlin, kehrte aber 1989 nach Bamberg zurück, wo er noch einmal zwei Jahre spielte.
Von Waaden wechselte innerhalb der Bundesliga zum SSV Ulm, mit dem er im Februar 1996 den DBB-Pokal gewann und im Endspiel gegen Bayer Leverkusen in letzter Sekunde den entscheidenden Korb erzielte. 1997 verließ er Ulm, stand im Spieljahr 1997/98 in Diensten des Zweitligisten Paderborn sowie von 1998 bis 2000 im Aufgebot der SpVgg Rattelsdorf (ebenfalls 2. Bundesliga).
In Deutschlands höchster Klasse erzielte er insgesamt 2552 Punkte.
Nach der Leistungssportkarriere blieb von Waaden zunächst in Deutschland und wurde als Fitnesstrainer sowie als Angestellter im Versandhandel tätig. Dem Basketballsport blieb er als Trainer treu (unter anderem beim BBC Coburg, in Rattelsdorf sowie bei der Damenmannschaft der BG Litzendorf) und spielte in den Seniorenmannschaften des TSV Breitengüßbach. 2011 wurde er mit dem TSV deutscher Meister in der Altersklasse Ü45. 2014 zog er mit seiner Familie nach Kalifornien in die Vereinigten Staaten.
Sein Sohn Dominick wurde deutscher Junioren-Nationalspieler.